# Bearnéská omáčka
Béarnská omáčka (francouzsky sauce béarnaise, anglicky Béarnaise sauce) je omáčka holandského typu s přídavkem estragonu. Dokonale se hodí k hovězím steakům, zejména chateaubriandu.